# فرودگاه نیلند
فرودگاه نیلند (به انگلیسی: Kneeland Airport) یک فرودگاه همگانی است که یک باند فرود آسفالت دارد و طول باند آن ۶۹۲ متر است. این فرودگاه در اورکا، کالیفرنیا قرار دارد و در ارتفاع ۸۳۴٫۲ متری از سطح دریا واقع شده است.